# نشریه بین‌المللی پژوهش‌های زیست‌محیطی
نشریه بین‌المللی پژوهش‌های زیست‌محیطی یک مجله علمی بررسی شده است که در تمام جنبه‌های مطالعات زیست‌محیطی به انتشار مقالات می‌پردازد. این نشریه در ابتدا توسط دانشکده محیط زیست دانشگاه تهران منتشر می‌شد. از سال ۲۰۱۷، این نشریه توسط اشپرینگر و به سردبیری محمدحسین نیک سخن، دانشیار دانشکده محیط‌زسیت دانشگاه تهران، منتشر می‌شود.

## چکیده و نمایه سازی
نشریه بین‌المللی پژوهش‌های زیست‌محیطی در فهرست نمایه استنادی علوم، اسکوپوس، خدمات اطلاعاتی ابسکو، مرکز کتابخانه رایانه‌ای پیوسته، گوگل اسکالر، گزارش استنادی مجلات نمایه می‌شود. در سال ۲۰۱۷ این نشریه دارای ضریب تأثیرگذاری ۱٫۰۱۹ بوده‌است.